# Felix von Niemeyer (Mediziner)

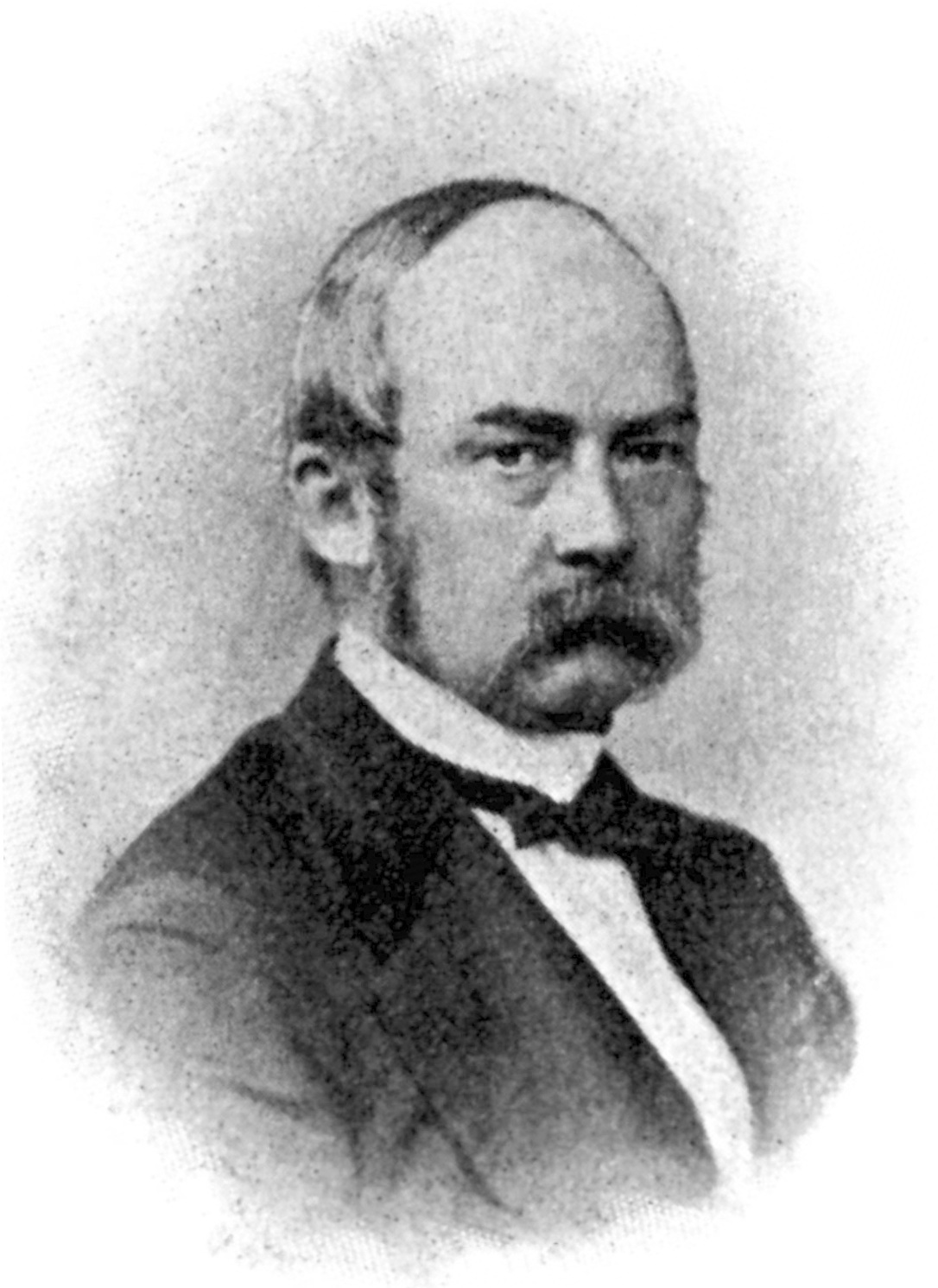
Bildnis des Felix von Niemeyer, porträtiert von Rudolf Thost, Gemälde aus dem Bestand der Sammlung Tübinger Professorengalerie

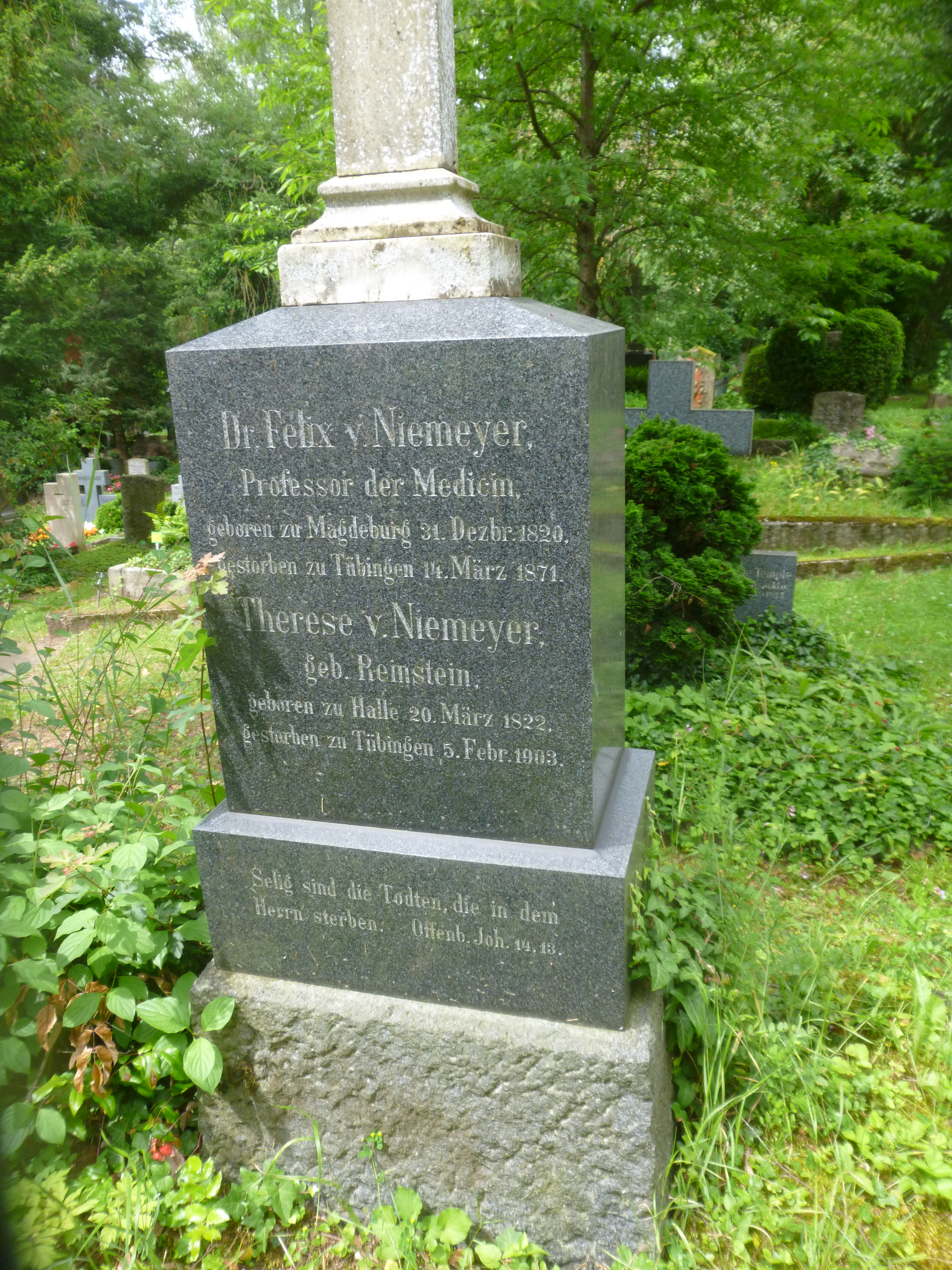
Stadtfriedhof Tübingen

Felix Niemeyer, ab 1870 von Niemeyer, (* 31. Dezember 1820 in Magdeburg; † 14. März 1871 in Tübingen) war ein deutscher Mediziner und königlich württembergischer Leibarzt.

## Leben
Niemeyer entstammte einer ursprünglichen westfälischen, später Göttinger Familie. Sein Vater war der Arzt Karl Eduard Niemeyer (1792–1838), sein Großvater der Theologe August Hermann Niemeyer und sein Bruder der Mediziner Paul Niemeyer.
Von 1839 bis 1843 studierte Niemeyer Medizin an der Universität Halle. Danach wurde er dort Assistent bei Peter Krukenberg. Nach Studienaufenthalten in Prag und in Wien bei Carl von Rokitansky wurde er 1844 Armenarzt in Magdeburg. Zusammen mit Theodor Sendler (1819–1896), Karl Schneider (1819–1879) und Johann Franz Bette (1821–1900) gründete er am 29. März 1848 die Medizinische Gesellschaft zu Magdeburg.
1855 wurde er ordentlicher Professor für Innere Medizin an der Universität Greifswald und 1860 an die Universität Tübingen berufen und wurde königlich württembergischer Leibarzt.
Niemeyer erwarb im Jahre 1864 das sogenannte „Waldhaus“ in Niedernau bei Tübingen und ließ es 1864/65 zu einer Landhausvilla im Schweizer Stil aufstocken und erweitern. Das Anwesen wurde 1877 von Kilian Steiner übernommen.
Niemeyer wurde mit Verleihung des Ritterkreuzes Ordens der Württembergischen Krone im Jahr 1870 in den württembergischen persönlichen Adelsstand erhoben. Erst seine Witwe und sein Sohn, der Diplomat Felix Niemeyer, wurden am 7. August 1873 in den württembergischen erblichen Adelsstand erhoben.

## Werke
- Die asiatische Cholera, ein primär-örtliches Leiden der Darmschleimhaut. In: Die medicinische Reform. Eine Wochenschrift 1, Nr. 19, 1848, 134–138.
- Die symptomatische Behandlung der Cholera mit besonderer Rücksicht auf die Bedeutung des Darmleidens, 1849.
- Klinische Mittheilungen aus dem Städtischen Krankenhause zu Magdeburg, 1855.
- Lehrbuch der speciellen Pathologie und Therapie mit besonderer Rücksicht auf Physiologie und pathologische Anatomie, 1858.